# Banc Central de Xile
El Banc Central de Xile és un organisme autònom i de rang constitucional, de caràcter tècnic, amb personalitat jurídica i patrimoni propi, que té per objecte vetllar per l'estabilitat de la moneda i el normal funcionament dels pagaments interns i externs a Xile; per a això té diverses atribucions en matèries monetàries, financeres, creditícies i de canvis internacionals.

## Història

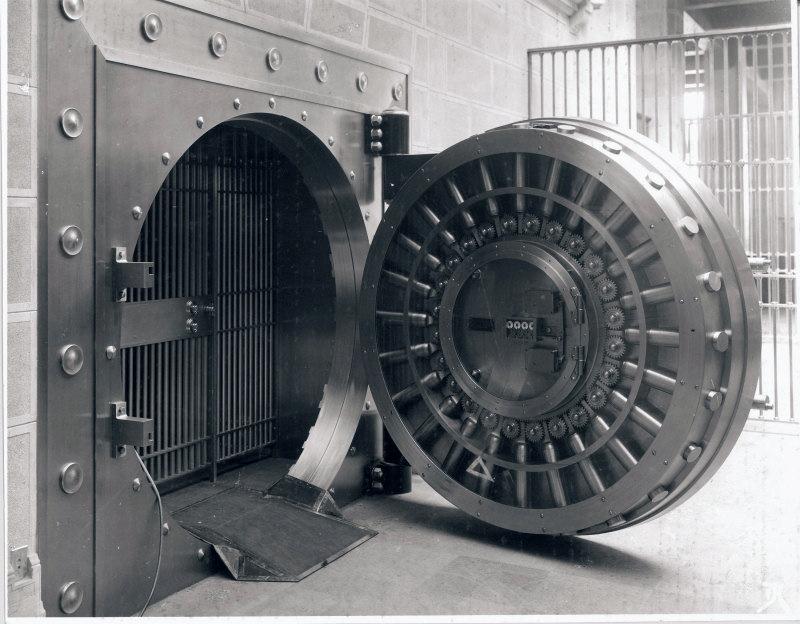
Volta principal del banc en els anys 1930.

El Banc Central va ser creat mitjançant el decret de llei N° 486, publicat el 22 d'agost de 1925, sota el govern d'Arturo Alessandri. Aquesta institució va obrir les portes al públic l'11 de gener de 1926.
El Banc Central de Xile va quedar subjecte a la fiscalització general de la Superintendencia de Bancs, creada per la «Llei General de Bancs», el text original dels quals va ser aprovat amb el decret llei N° 559 del 26 de setembre de 1925.
A partir de 1975, s'ha fet un ordenament de les funcions del Banc. Se li va prohibir la concessió de finançament tant al sector públic com al sector privat no financer. Això li va permetre concentrar-se en la seva funció pròpia: l'estabilitat macroeconòmica i financera.
L'octubre de 1989, es va concretar l'autonomia del Banc Central de Xile mitjançant la llei Nº 18840, per la qual cosa no està subjecte ni a la fiscalització de la Contraloría General de la República ni a la de la Superintendencia de Bancs i Institucions Financeres. Tampoc forma part de l'Administració de l'Estat.

## Presidents
Els presidents del Banc Central de Xile durant la seva història han estat:
| Nom                            | Període                                         | President de la República                         |
| ------------------------------ | ----------------------------------------------- | ------------------------------------------------- |
| Ismael Tocornal Tocornal       | 1925 - 1929                                     |                                                   |
| Emiliano Figueroa Larraín      | 1929 - 1931                                     |                                                   |
| Francisco Garcés Gana          | 1931 - 1932                                     |                                                   |
| Armando Jaramillo Valderrama   | 1932 - 1933                                     |                                                   |
| Guillermo Subercaseaux Pérez   | 1933 - 1939                                     |                                                   |
| Marcial Mora Miranda           | 1939 - 1940                                     |                                                   |
| Enrique Oyarzún Mondaca        | 1940 - 1946                                     |                                                   |
| Manuel Trucco Franzani         | 1946 - 1951                                     | Gabriel González Videla                           |
| Arturo Maschke Tornero         | 1953 - 1959                                     | Carlos Ibáñez del CampoJorge Alessandri Rodríguez |
| Eduardo Figueroa Geisse        | 1959 - 1961                                     | Jorge Alessandri Rodríguez                        |
| Luis Mackenna Shiell           | 1962 - 1964                                     | Jorge Alessandri Rodríguez                        |
| Sergio Molina Silva            | 1964 - 1967                                     | Eduardo Frei Montalva                             |
| Carlos Massad Abud             | 1967 - 1970                                     | Eduardo Frei Montalva                             |
| Alfonso Inostroza Cuevas       | 1970 - 1973                                     | Salvador Allèn Gossens                            |
| Carlos Matus Romo              | juny de 1973 - 11 de setembre de 1973           | Salvador Allèn Gossens                            |
| Eduardo Cano Maixella          | 1973 - 1975                                     | Augusto Pinochet Ugarte                           |
| Pablo Baraona Urzúa            | 1975 - 1976                                     | Augusto Pinochet Ugarte                           |
| Álvaro Bardón Muñoz            | 1977 - 1981                                     | Augusto Pinochet Ugarte                           |
| Sergio de la cuadra Fabres     | 1981 - 1982                                     | Augusto Pinochet Ugarte                           |
| Miguel Kast Rist               | 23 d'abril de 1982 - 2 de setembre de 1982      | Augusto Pinochet Ugarte                           |
| Carlos Cáceres Contreras       | 3 de setembre de 1982 - 13 de febrer de 1983    | Augusto Pinochet Ugarte                           |
| Hernán Felipe Errázuriz Correa | 14 de febrer de 1983 - 2 de maig de 1984        | Augusto Pinochet Ugarte                           |
| Francisco Ibáñez Barceló       | 1984 - 1985                                     | Augusto Pinochet Ugarte                           |
| Enrique Seguel Morel           | 7 de gener de 1985 - 3 d'abril de 1989          | Augusto Pinochet Ugarte                           |
| Manuel Concha Martínez         | abril de 1989 - 9 de desembre de 1989           | Augusto Pinochet Ugarte                           |
| Andrés Bianchi Larre           | 9 de desembre de 1989 - 7 de desembre de 1991   | Augusto Pinochet UgartePatricio Aylwin Azócar     |
| Roberto Zahler Mayanz          | 9 de desembre de 1991 - 27 de juny de 1996      | Patricio Aylwin AzócarEduardo Frei Ruiz-Tagle     |
| Jorge Marshall Rivera (Interí) | 28 de juny de 1996 - 16 de setembre de 1996     | Eduardo Frei Ruiz-Tagle                           |
| Carlos Massad Abud             | 16 de setembre de 1996 - 1 de maig de 2003      | Eduardo Frei Ruiz-TagleRicardo Lagos Escobar      |
| Vittorio Corbo Lioi            | 1 de maig de 2003 - 6 de desembre de 2007       | Ricardo Lagos EscobarMichelle Bachelet Jeria      |
| José de Gregorio Rebeco        | 7 de desembre de 2007 - 7 de desembre de 2011   | Michelle Bachelet JeriaSebastián Piñera Echeñique |
| Rodrigo Vergara Montes         | 10 de desembre de 2011 - 10 de desembre de 2016 | Sebastián Piñera EcheñiqueMichelle Bachelet Jeria |
| Mario Marcel Cullell           | 11 de desembre de 2016 - a la data              | Michelle Bachelet Jeria                           |